# لانه‌کن نارینا
لانه‌کن نارینا (نام علمی: Apaloderma narina) نام یک گونه از سرده دلپذیرپوست‌ها است.